# André Claro
André Filipe Claro de Jesus (31 de marzo de 1991), conocido como André Claro, es un futbolista profesional portugués que juega como delantero para la A. D. Ovarense.

## Trayectoria
Nacido en Vila Nova de Gaia, Porto Distrito, Claro llegó al FC Porto en el sistema de juventud en 2002, a los 11. Fue progresando a través de cada rango de la juvenil en el club, siendo ocasionalmente convocado al primer equipo para entrenar.
Liberado por los Dragones en el verano del 2010, Claro firmó para el F. C. Famalicão de la cuarta división, maracando 14 goles en 32 juegos en su primera temporada que acabó con la promoción a la tercera división.
Para la temporada 2012-13, Claro se unió al F. C. Arouca en la segunda división, rompió la red en apenas su segundo juego en la competición, un 3–0 contra el F. C. Penafiel el 22 de agosto de 2012. Contribuyó con 31 apariciones y cuatro goles, con el equipo ascendió hasta la máxima categoría por primera vez en su historia.
El 13 de julio de 2015, después de que su contrato terminó, Claro firmó un contrato de dos años con el Vitória FC también en la primera división.
En julio de 2022 se marchó a Marruecos para jugar tres años en la U. S. Touarga. La experiencia fue breve y regresó a Portugal, jugando para equipos como el S. C. São João de Ver o la A. D. Ovarense.